# Maurice Jeffers
Pour les articles homonymes, voir Jeffers.
Maurice Jeffers, né le 3 avril 1979, à Morrilton, dans l'Arkansas, est un ancien joueur de basket-ball américain. Il évolue durant sa carrière aux postes de meneur et d'arrière.